# Greystoke, la légende de Tarzan
Pour les articles homonymes, voir Tarzan (homonymie).
Pour plus de détails, voir Fiche technique et Distribution.
Greystoke, la légende de Tarzan ou Greystoke, la légende de Tarzan, seigneur des singes au Québec (Greystoke: The Legend of Tarzan, Lord of the Apes) est un film d'aventure britannique coproduit et réalisé par Hugh Hudson, sorti en 1984. Il s'agit de l'adaptation de l'œuvre Tarzan seigneur de la jungle (Tarzan of the Apes) d'Edgar Rice Burroughs.
Le film commence en 1885. John et Alice Clayton, comte et comtesse de Greystoke, échouent en Afrique où Alice meurt de malaria peu après la naissance de leur fils John, et John est tué par un grand singe. Une guenon perdant son petit adopte John, qui grandit parmi les singes. Découvrant la cabane de ses parents, John trouve un couteau et un médaillon. Plus tard, l'explorateur belge Phillippe D'Arnot est sauvé par John après une attaque tribale. D'Arnot, découvrant que John est un Greystoke, lui apprend le langage et l'emmène en Angleterre pour le présenter à son grand-père.

## Synopsis
Le Lord John Clayton, héritier du 6e comte de Greystoke, ainsi que sa femme Alice qui est enceinte, font naufrage sur la côte congolaise. John construit une maison dans les arbres, et Alice donne naissance à un fils, qu'ils prénomment John comme son père. Malade du paludisme, Alice finit par en mourir. En deuil, John est tué par un singe, Tublat. Kala, une femelle singe portant son bébé décédé, entend le cri du bébé humain et l'adopte, l'élevant au sein de son clan.
À un an, le garçon apprend à marcher. À cinq ans, il se balance sur des lianes et essaie encore de s'intégrer à sa famille de singes. Lorsqu'une panthère noire attaque, il apprend à nager pour échapper à l'animal pendant qu'un autre singe est tué.
À 12 ans, il découvre la maison dans les arbres. Il trouve un bloc de bois avec des images d'un garçon et d'un chimpanzé. En voyant son reflet dans un miroir, il comprend qu'il est différent des autres singes. Il trouve aussi le couteau de chasse de son père. Fasciné par ces objets, il les emporte avec lui et est attaqué par Kerchak, un singe dominant, qui le bat sauvagement avant l'arrivée des parents adoptifs du garçon. Le garçon est soigné, et pour se venger de Kerchak, il apprend à le tromper plutôt qu'à le combattre directement. Plus tard, sa mère est tuée par une bande de chasseurs locaux, et il tue l'un d'eux en représailles.
Des années plus tard, l'explorateur belge Phillippe d'Arnot voyage avec des aventuriers britanniques le long du fleuve. Il est écœuré par le major Jack Downing, chasseur d'animaux pour le sport. Une bande d'indigènes attaque le groupe, tuant tout le monde sauf Phillippe, qui se cache dans les arbres, blessé. Le jeune homme trouve Phillippe et le soigne. D'Arnot découvre que l'homme l'imite naturellement et lui apprend quelques bases d'anglais. D'Arnot découvre l'identités des parents de l'homme, qu'il appelle désormais par son prénom, le déformant quelque peu en "Jean". John accepte de retourner en Angleterre avec lui et de retrouver sa famille humaine.
À son arrivée à la propriété familiale des Greystoke en Écosse, John est accueilli par son grand-père, le 6e comte de Greystoke, et sa pupille, Jane Porter. Le comte, toujours en deuil de son fils et de sa belle-fille, est ravi d'avoir son petit-fils à la maison. Il adopte un comportement excentrique, le considérant parfois comme son propre fils.
John est perçu comme une curiosité par les habitants, et certains de ses comportements sont jugés menaçants. Il se lie d'amitié avec un employé mentalement handicapé de la propriété et, en sa présence, retrouve ses comportements naturels de singe. Jane, quant à elle, enseigne à John l'anglais, le français et les bonnes manières. Ils se rapprochent beaucoup et, une nuit, ont une liaison secrète.
Le comte, rajeuni par le retour de son petit-fils, se remémore un jeu d'enfance avec un plateau comme luge sur des escaliers et décide de revivre ce divertissement. Il chute au bas des escaliers et meurt apparemment d'une blessure à la tête. À sa mort, John pleure comme il l'avait fait en Afrique après la perte de Kala.
John hérite du titre de comte de Greystoke. Jane l'aide à surmonter son chagrin, et ils se fiancent. Il est aussi réconforté par le retour de Phillippe. Un jour, en visitant le Musée d'Histoire naturelle de Londres avec Jane, John est perturbé par les expositions d'animaux empaillés. Il découvre des singes vivants en cage venus d'Afrique, dont son père adoptif, Silverbeard. John libère Silverbeard et d'autres animaux en cage. Pourchassés par la police et les responsables du musée, ils atteignent un parc où Silverbeard est abattu. John est anéanti.
Révolté par une société où les humains maltraitent les animaux, John décide de retourner en Afrique pour retrouver sa famille de singes. Phillippe et Jane l'accompagnent dans la jungle, où il retrouve son ami singe, Figs. Jane ne le rejoint pas, mais Phillippe espère qu'ils se retrouveront un jour.

## Fiche technique
Sauf indication contraire, les informations mentionnées dans cette section peuvent être confirmées par la base de données cinématographiques IMDb,  présente dans la section « Liens externes ».
- Titre original : Greystoke: The Legend of Tarzan, Lord of the Apes
- Titre français : Greystoke, la légende de Tarzan
- Titre québécois : Greystoke, la légende de Tarzan, seigneur des singes
- Réalisation : Hugh Hudson
- Scénario : Robert Towne (sous le nom de P.H. Vazak) et Michael Austin, d'après le roman d'Edgar Rice Burroughs
- Musique : John Scott
- Décors : Stuart Craig
- Costumes : John Mollo
- Photographie : John Alcott
- Montage : Anne V. Coates
- Production : Stanley S. Canter, Hugh Hudson et Garth Thomas
- Sociétés de production : Warner Bros. Pictures, Edgar Rice Burroughs Inc., WEA Records
- Société de distribution : Warner Bros.
- Budget : 27 millions de dollars[réf. nécessaire]
- Pays d'origine :  Royaume-Uni
- Langue originale : anglais
- Format : couleur - 2,35:1 - Dolby ou 70 mm 6-Track - 35 mm ou 70 mm
- Genres : aventure, drame
- Durée : 130 minutes
- Dates de sortie :
  - États-Unis : 30 mars 1984
  - France : 3 octobre 1984

## Distribution
- Christophe Lambert (VF : lui-même) : John Clayton / Tarzan
- Eric Langlois : Tarzan, à 12 ans
- Ralph Richardson (VF : Georges Aminel) : sixième comte de Greystoke
- Ian Holm (VF : Marc de Georgi) : capitaine Philippe d'Arnot[n 2].
- James Fox (VF : Pierre Hatet) : Lord Charles Esker
- Andie MacDowell (VO : Glenn Close / VF : Véronique Leblanc) : Miss Jane Porter
- Cheryl Campbell (VF : Céline Monsarrat) : Lady Alice Clayton
- Ian Charleson (VF : Jean-Pierre Leroux) : Jeffson Brown
- Nigel Davenport (VF : Jacques Ferrière) : major Jack Downing
- Nicholas Farrell : Sir Hugh Belcher
- Paul Geoffrey (VF : Michel Papineschi) : Lord John 'Jack' Clayton
- Richard Griffiths : capitaine Billings
- Hilton McRae : Willy
- David Suchet (VF : Jean Roche) : Buller
- John Wells (VF : Denis Manuel) : Sir Evelyn Blount
- Paul Brooke : le révérent Stimson
- Ailsa Berk : Kala, mère adoptive de Tarzan
- John Alexander : White Eyes
- Christopher Beck : Droopy Ears
- Mak Wilson : Figs
- Roddy Maude-Roxby : Olivestone
- Tristram Jellinek : Chalky White
- Peter Elliott : Silverbeard, le père primate

## Autour du film
- Il s'agit du premier rôle en anglais interprété par Christophe Lambert.
- Dès son apparition dans le film, Christophe Lambert est vêtu d'un pagne, alors que Danny Potts (Tarzan à cinq ans) et Eric Langlois (Tarzan à douze ans) sont entièrement nus.
- Dans la version américaine, la voix d'Andie MacDowell fut doublée par Glenn Close, son accent du sud des États-Unis étant jugé peu crédible pour un personnage britannique[1].
- Insatisfait du résultat final, le scénariste Robert Towne utilisa le nom de son chien, P.H. Vazak, pour être crédité au générique.
- Une partie des scènes africaines ont été tournées au Cap Bimbia dans le Parc national de Korup au sud-ouest du Cameroun. Les scènes à l'intérieur du manoir Greystoke ont été filmées au Hatfield House de Hatfield dans le Hertfordshire. Les scènes à l'extérieur du manoir Greystoke ont été tournées au Floors Castle de Kelso en Écosse. Les scènes intérieures ont été tournées aux Elstree Studios.
- En outre, les chutes d'eau qu'on aperçoit au début sont celles d'Ekom, petit village au Cameroun.
- C'est Rick Baker qui fut chargé de confectionner les costumes de singes pour Greystoke. Passionné de primates, il œuvra par la suite sur des films comme Gorilles dans la brume, Bigfoot et les Henderson ou encore La Planète des singes.
- Ce fut le dernier film de Ralph Richardson. Il a reçu de façon posthume une nomination à l'Oscar du meilleur acteur dans un second rôle en 1985. Le film lui est dédié.
- Plusieurs acteurs du film Les Chariots de feu apparaissent dans ce film : Ian Charleson, Ian Holm, Cheryl Campbell, Nigel Davenport, Nicholas Farrell et Richard Griffiths.

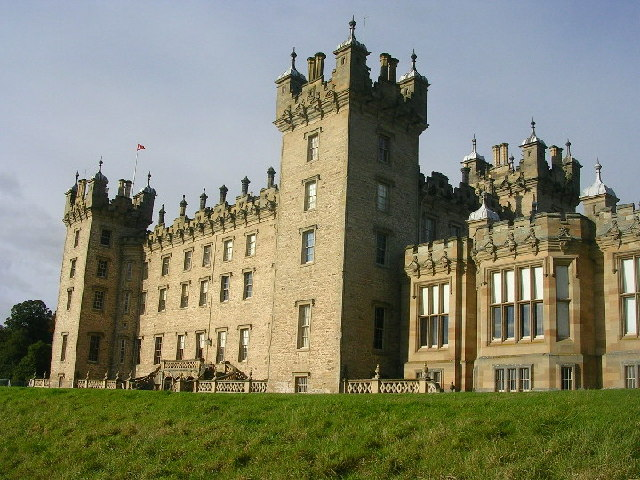
Floors Castle de Kelso
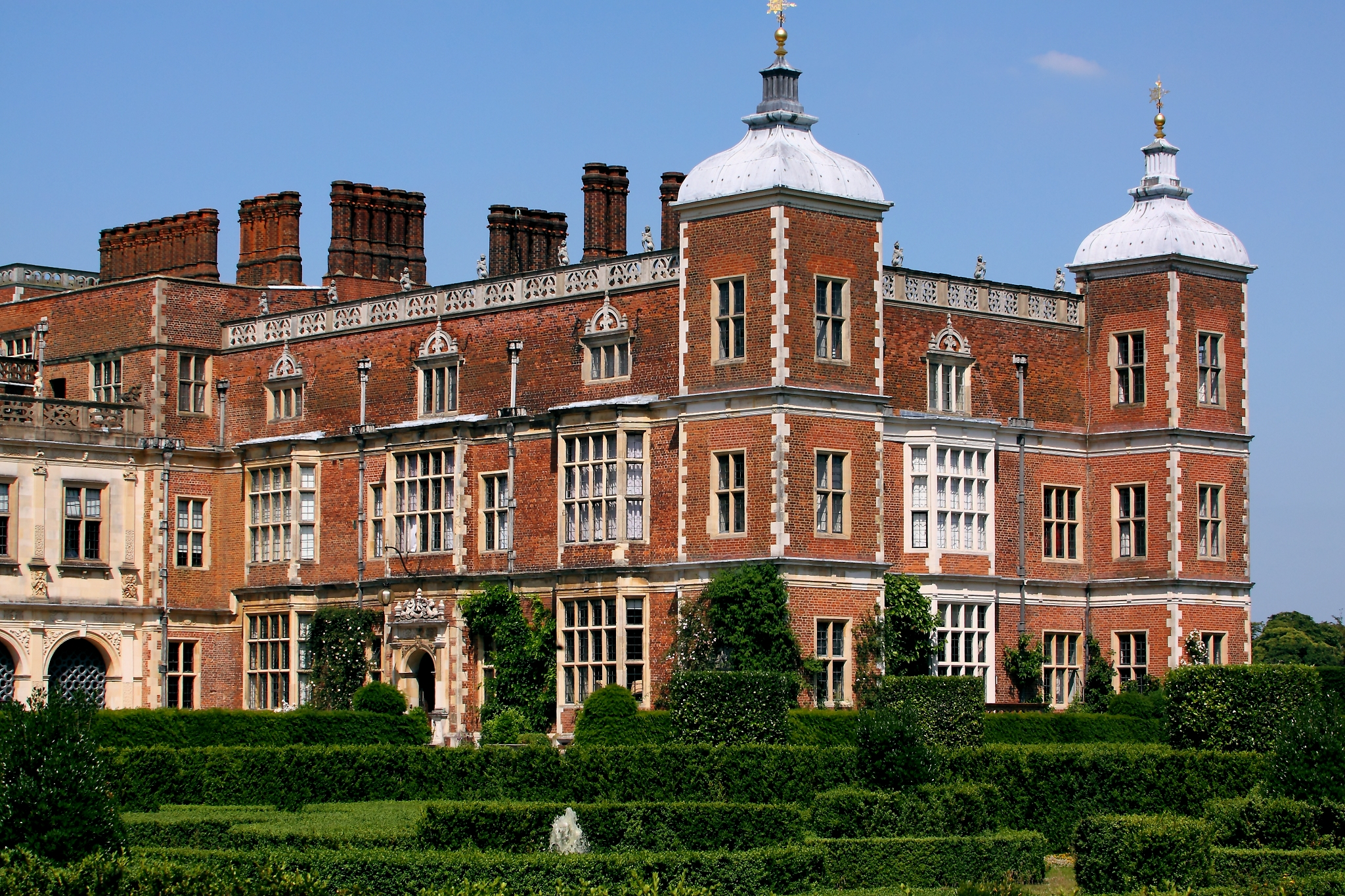
Hatfield House dans le Hertfordshire
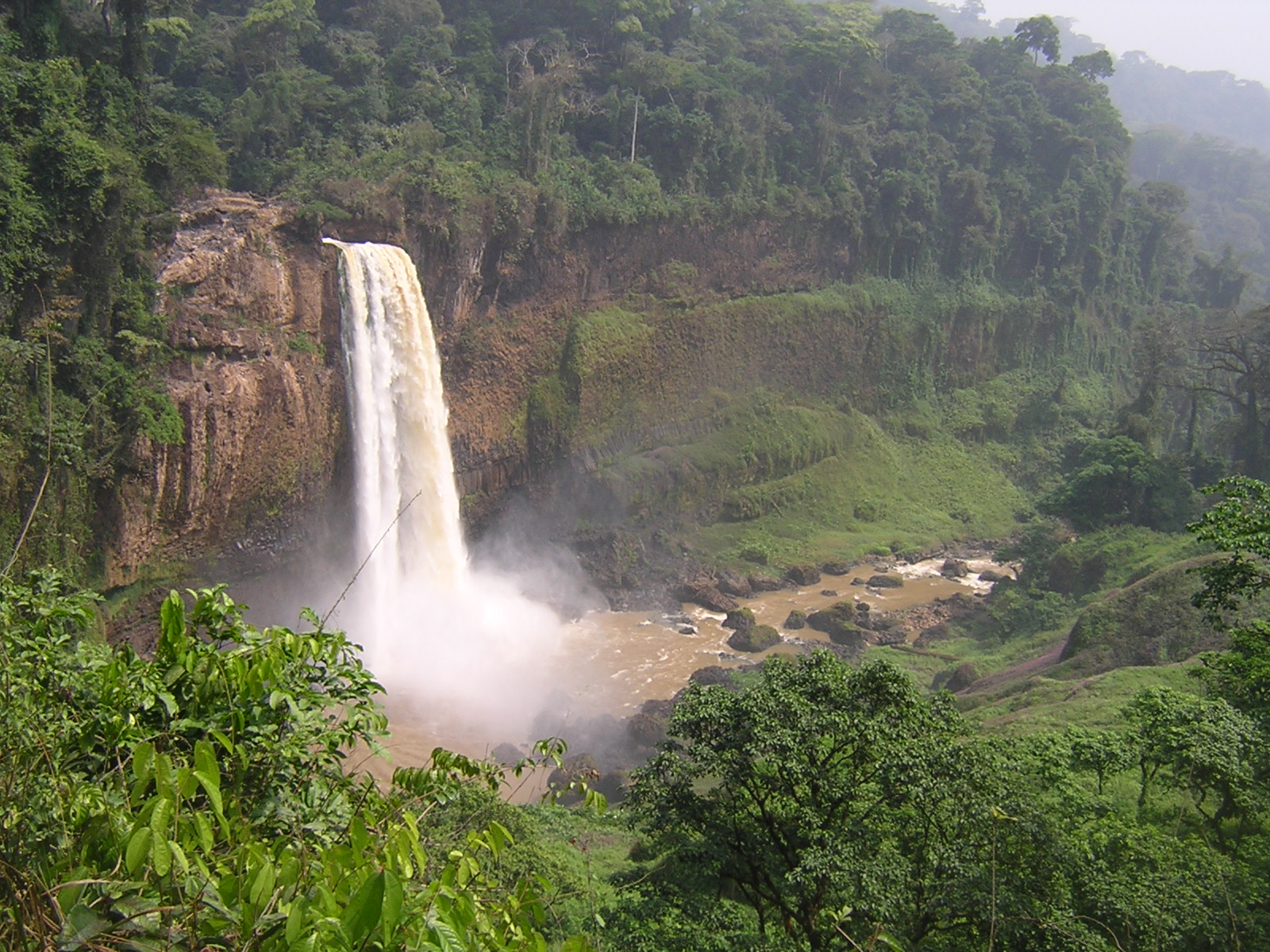
Chutes d'Ekom dans le Parc national de Korup

## Distinctions

### Récompenses
- BAFTA Awards 1985 : meilleurs maquillages (Paul Engelen, Peter Frampton, Rick Baker, Joan Hills)
- British Film Institute Awards 1985 : prix de l'accomplissement technique.
- Prix 1985 du Cercle des critiques de New York : meilleur second rôle (Ralph Richardson).

### Nominations
- Oscar 1985 : meilleur second rôle masculin (Ralph Richardson), meilleurs maquillages (Rick Baker et Paul Engelen) et meilleur scénario tiré d'une œuvre existante.
- Prix 1985 de l'Académie des films de science-fiction, fantastique et horreur : meilleur film fantastique et meilleurs costumes (John Mollo).
- BAFTA Awards 1985 : meilleure photographie, meilleurs décors, meilleur son et meilleurs seconds rôles masculins (Ian Holm et Ralph Richardson).
- Césars 1985 : meilleur film étranger.
- Prix 1984 de la British Society of Cinematographers : meilleure photographie.
- Prix 1985 de la Writers Guild of America : meilleur scénario d'adaptation.